# Бламан, Анна
Анна Бламан, настоящее имя Иоганна Петронелла Вругт (31 января 1905 или 3 января 1905, Роттердам, Южная Голландия — 13 июля 1960[…], Роттердам, Южная Голландия) — голландский писатель и поэт. Она была награждена премией П. К. Хофта. Литературная премия имени Анны Бламан названа в её честь.

## Биография
Родилась в Роттердаме в семье Питера Якоба Вругта и Йоханны Каролины Вессельс. Вругт изучал французский и продолжал преподавать французский в старшей школе. Вругт большую часть своей взрослой жизни прожила в пансионе своей матери.
Бламан начала публиковать стихи в литературных журналах Criterium и Helikon. В 1941 году она опубликовала свой первый роман Vrouw en vriend (в переводе с нидерл. — «Женщина и подруга»). За этим последовал Eenzaam avontuur (в переводе с нидерл. — «Одинокое приключение») в 1948 году. В 1950 году она опубликовала новеллу De kruisvaarder (в переводе с нидерл. — «Крестоносец») и две книги рассказов «Рам Хорна» в 1951 году и «Овердаг» в 1957 году. Роман Op leven en dood (в переводе с нидерл. — «Дело жизни и смерти») был опубликован в 1954 году.
Псевдоним Анна Блеман, возможно, произошёл от имени Али Бош, медсестры, которая лечила Вругт от болезни почек. Автор влюбилась в Бош; хотя Бош и осталась жить с учителем танцев, они позже снова стали друзьями.
В 1956 году была награждена премией П. К. Хофта.
Её последний роман De verliezers (в переводе с нидерл. — «Проигравшие») остался незавершённым, но был опубликован посмертно в 1974 году.
Вругт умерла в Роттердаме в возрасте 55 лет от церебральной эмболии.
Как видная общественная фигура, которая была открыто гомосексуальной, она помогла открыть двери для голландских лесбиянок.
Голландский фильм 1990 года «Spelen of sterven» (русское название «Играть или умереть») основан на одном из её рассказов.

## Награды
- 1949 — Премия Мультатули.
- 1949 — Премия Люси и Корнелиса ван дер Хогтов.
- 1949 — Премия города Амстердам за лучшее прозаические произведение.
- 1956 — Премия П. К. Хофта.